# Aswede

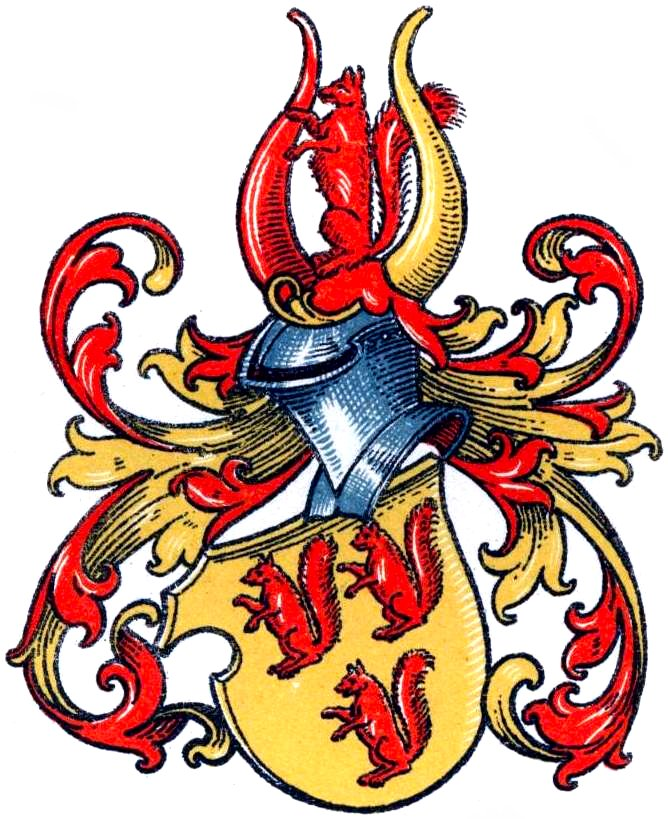
Wappen derer von Aswede

Die Herren von Aswede (auch: Aschwede, Aßwede und Aschwege) waren ein westfälisches Adelsgeschlecht.

## Geschichte
Der Stammsitz des ursprünglich edelfreien Geschlechts derer von Aswede, die Scusselburg, lag im Kirchspiel Zwischenahn südlich des Zwischenahner Meeres in Burgfelde nahe Aschwege. Das Geschlecht lässt sich ab Mitte des 13. Jahrhunderts im ersten oldenburgischen Lehnsregister finden. 1260/70 wurden Mitglieder des Geschlechts mit dem Zehnten von Aswegen und Ekern belehnt. Das Geschlecht war ferner u. a. in Münster, Nienburg, Vechta, Laar und Delfzijl anzutreffen.
Ab Anfang des 15. Jahrhunderts gehörte dem Geschlecht der Oexter Hof im Norden von Bad Oeynhausen im Stadtteil Eidinghausen (Ortsteil Wöhren) am Südhang des Wiehengebirges. Urkundlich ist als erster Besitzer des Hofes Jasper von Aswede belegt, der den Hof von 1491 bis 1539 führte. Erwähnung findet der Hof auch als „Aswedehof“ (damals zur Pfarrei Volmerdingsen gehörig). Das Asweden-Geschlecht wird in Verbindung mit verschiedenen Gütern des Hochstifts Minden genannt. Die Herren von Aswede waren Ministerialen des Mindener Bischofs. Möglicherweise wurden sie vom Domkapitel mit dem Oexter Hof belehnt.
In Hille im heutigen im Kreis Minden-Lübbecke im Norden Ostwestfalens findet sich an der Außenmauer der Kirche ein Grabstein aus dem 16. Jahrhundert, der den 1594 verstorbenen Mindener Domherren Conrad von Aswede zeigt.
Im Chorgewölbe der St. Sylvester-Kirche in Quakenbrück befindet sich eine lange Reihe von Wappen, u. a. das Wappen derer von Aswede.
Die Familie erlosch 1672 im heutigen Deutschland. In den Niederlanden lebte jedoch 1699 noch der Fähnrich Johan Ernst von Aswede aus dem Hause Nansum der in der Kompanie Heemstra diente.

## Wappen
In Gold drei (2:1) sitzende Eichhörnchen. Auf dem Helm ein rotes und ein goldenes Büffelhorn, dazwischen ein Eichhörnchen. Die Helmdecken in rot-gold.
Alternativ finden sich laut Spießen die Eichhörnchen auch in Silber, auf dem rot-silber gewulsteten Helm ein Eichhörnchen sitzend zwischen einem rechts roten und einem silbernen Flügel.